# Supercupa Moldovei 2019
La Supercupa Moldovei 2019 è stata la 11ª edizione della Supercoppa moldava.
La partita si è disputata a Tiraspol alla Malaja Sportivnaja Arena tra Sheriff Tiraspol, vincitore del campionato e Milsami Orhei, vincitore della coppa.
A conquistare il trofeo è stato il Milsami Orhei per 5-4 dopo calci di rigore. Per la formazione si tratta del secondo titolo.

## Tabellino
| Arbitro: | Tean (Chișinău) |

|                                       |                      |                                     |
| Oancea Pedersen Tambe Anton Cristiano | Tiri di rigore 4 – 5 | Bolohan Crăciun Onica Andronic Mîțu |